# Theodor Franz Schild

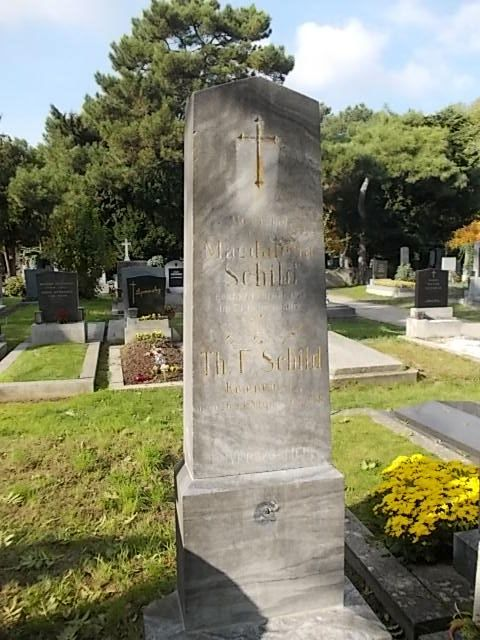
Theodor Franz Schild Grabstätte

Theodor Franz Schild (* 26. August 1859 in Wien; † 5. September 1929 ebenda) war ein österreichischer Komponist. Er verfasste Lieder, Tanzweisen und Couplets und schrieb Marschmusik.  

## Leben
Schild war der Sohn des Kapellmeisters und Musiklehrers Martin Schild, der ihm den ersten Musikunterricht erteilte. Weiteren Unterricht erteilte ihm der Chorleiter Joseph Arthur Rotter. Zeitweilig war er als Kirchenmusiker tätig. Ab 1881 schrieb er Kompositionen. Von 1886 bis zu seinem Tod im Jahr 1929 arbeitete er als Angestellter im Musikverlag Robitschek. 
Sein ihm ehrenhalber gewidmetes Grab befindet sich auf dem Wiener Zentralfriedhof (80-20-37). Im Wiener Bezirk Simmering wurde 2007 die Schildgasse nach ihm benannt.

## Werk

Titelblatt von Theodor Franz Schilds Komposition „Die harbe Poldi“ mit der Interpretin Leopoldine Kutzel (Verlag Rebay & Robitschek)

Schild schrieb etwa 2000 Kompositionen für Volkssänger und -musiker, darunter den Marsch „Unser Steffel“ (1881), der zu einem vielgesungenen Schlager wurde. Sein bekanntestes Werk, „Das is ’n Weana san Schan!“ (1887), wandelte er aus einem Couplet von Carl Schmitter  (1849–1897) ab. Er schrieb Bühnenmusik, etwa für Produktionen des  Schwendertheaters in Rudolfsheim und das Etablissement Wendl in Döbling.
Lieder
- "Die Schwiegermutter kommt!", Jux-Marsch, Text: Amon Berg, o. J. (Gesungen vom Gesangskomiker Albin Lukasch).